# Distrito de Entremont
El distrito de Entremont (hispanizado Entremonte) es uno de los catorce distritos del cantón del Valais, Suiza, está situado al suroeste del cantón. La capital distrital es Sembrancher.

## Geografía
El distrito hace parte de la llamada zona del Bajo Valais (Unterwallis/Bas-Valais). Limita al norte con los distritos de Martigny y de Conthey, al este con el de Hérens, al sur con el Valle de Aosta (ITA), y al oeste con el departamento de Alta Saboya (FRA-V).
Distrito ubicado en la orilla izquierda del Ródano, incluye las comunas de Bourg-Saint-Pierre, Liddes, Orsières, Sembrancher, Vollèges y Bagnes. La región se encuentra rodeada de macizos montañosos alpinos. Cuenca de las tres Dranses, abarca al este el val de Bagnes (Valle de Bagnes), al oeste el val d'Entremont (valle de Entremont) propiamente y el val Ferret (valle Ferret).

## Historia
Conocido en 1251 como Inter Montes (del Occitano entre-monte).
Los trazos de ocupación más antiguos descubiertos hasta ahora datan del neolítico medio (4000-3200 a. C.). Ocupado por los Veragros en la edad de bronce, el Entremont y el paso del Gran San Bernardo pasan bajo dominación romana entre el año 15 y 10 a. C. Una vez acondicionado el eje transalpino del Gran San Bernardo, este se convierte en un paso de soldados, comerciantes y peregrinos.
Algunos sitios habitados son mencionados durante el segundo reino de Borgoña, en el siglo IX (Bourg-Saint-Pierre) y a finales del siglo X (Orsières). La casa de Saboya extiende progresivamente su dominio sobre la región del siglo XI al XIII. En la bailía del Chablais, Entremont es administrado por el castellano de Chillon, y de 1284 a 1359, constituye junto con Saxon, una nueva castellanía saboyana, cuya capital es Sembrancher. De 1360 a 1476, la señoría de Sembrancher, las circunscripciones judiciarias (métralies) de Bourg-Saint-Pierre, Liddes, Bovernier, el vidomnato de Orsières, así como la señoría de Bagnes-Vollèges (dependiente principalmente de la abadía de San Mauricio) forman la castellanía de Entremont, llamada también castellanía de Sembrancher. Después en 1475-1476, se convierte en bailía común de los décimos del Alto Valais, Entremont pasa entonces a manos de la autoridad del gobernados del Bajo Valais establecido en San Mauricio (1476-1536), luego a manos del gobernador de San Mauricio (1569-1798). En 1798, Entremont constituye uno de los diez distritos valaisanos anexados a la República Helvética, perdiendo el territorio de Bovernier, incorporado definitivamente al distrito de Martigny en 1815. De 1802 a 1810 fue uno de los diez décimos de la República del Valais, anexada como departamento del Simplon de 1810 a 1813, en el cual fue uno de los cuatro cantones de la subprefectura de San Mauricio. Tras la entrada del Valais en la Confederación suiza en 1815, Entremont entra como un décimo del cantón hasta 1850, fecha en la que pasa a ser distrito.
Ya bastante poblado en el siglo XIV (aprox 6000 a 7000 habitantes en 1313), Entremont vive durante siglos principalmente del cultivo de cereales (centeno). La ganadería y el cultivo de patatas fueron bastante importantes en el siglo XIX. El viñedo sobre las pendientes de Fully también era una actividad considerable. Entremont fue hasta 1859 el distrito más poblado del Valais (7393 hab en 1798, 7800 en 1802, 10 040 en 1870). La emigración hacia América detiene la progresión demográfica entre 1850 (9843 hab) y 1900 (9399 hab).
Separado de la planicie del Ródano, Entremont aprovecha poco el desarrollo económico del Valais a principios del siglo XX y el éxodo de población continúa hasta 1950 (8499 hab), pero esta vez las personas se dirigen hacia los centros industriales de la planicie del Ródano y la ciudad de Ginebra. Desde 1955, el auge del turismo deportivo (Verbier) invierte la tendencia demográfica (9471 hab en 1960, 9950 en 1970, 12 138 en 2000). A pesar de esto, algunas diferencias entre las comunas persisten, el distrito vive hoy principalmente de actividades terciarias, la construcción y un sector agrícola dinámico. La región beneficia de una abundante red de vías de comunicación como la ruta del Gran San Bernardo y el ferrocarril. La población se encuentra generalmente dispersada en grandes pueblos, estaciones turísticas de importancia variable y más de sesenta aldeas.

## Comunas
| Distrito de Entremont | Distrito de Entremont  | Distrito de Entremont |
| Comunas               | Población (31.12.2008) | Superficie km²        |
| --------------------- | ---------------------- | --------------------- |
| Bagnes                | 7467                   | 282,2                 |
| Bourg-Saint-Pierre    | 180                    | 90,2                  |
| Liddes                | 758                    | 60,2                  |
| Orsières              | 2944                   | 165,0                 |
| Sembrancher           | 848                    | 17,7                  |
| Vollèges              | 1520                   | 17,9                  |
| Total (6)             | 13 717                 | 633,2                 |